# Aràcies
Les aràcies (Araceae) són una família de plantes angiospermes de l'ordre de les alismatals (Alismatales), dins del clade de les monocotiledònies. Aquesta família presenta una distribució cosmopolita, però amb una especial presència a les zones tropicals. El gèneres Ambrosinia, Arisarum, Arum, Biarum, Dracunculus, Eminium i Helicodiceros es troben zones de clima mediterrani.

## Descripció
Les espècies d'aquesta família es caracteritzen per tenir les flors agrupades en un tipus d'inflorescència anomenada espàdix amb una gran bràctea que protegeix les flors. Entre les inflorescències més grans dels vegetals es troba l'amorfofal·lus (Amorphophallus titanum), que pot arribar a superar els 3 metres d'altura.
Entre les aràcies més conegudes es troben moltes plantes ornamentals dels gèneres Aglaonema, Anthurium, Dieffenbachia, Caladium, Epipremnum i Zantedeschia. També cal destacar algunes espècies conreades amb finalitats alimentàries, com el taro (Colocasia esculenta) o la monstera (Monstera deliciosa), aquesta darrera també utilitzada com a ornamental als climes no tropicals.

## Taxonomia
Aquesta família va ser descrita per primer cop l'any 1789, amb el nom d'Aroideae, a l'obra Genera Plantarum del botànic francès Antoine-Laurent de Jussieu (1748 – 1836).

### Subfamílies
A la família de les aràcies es reconeixen les 8 subfamílies següents:
- Gymnostachydoideae Bogner & Nicolson
- Orontioideae Mayo, Bogner & Boyce
- Lemnoideae Engl.
- Pothoideae Engl.
- Monsteroideae Schott
- Lasioideae Engl.
- Zamioculcadoideae Bogner & Hesse

### Gèneres
Dins de la família de les aràcies es reconeixen 142 gèneres:
- Adelonema Schott
- Aglaodorum Schott
- Aglaonema Schott
- Alloschemone Schott
- Alocasia (Schott) G.Don
- Ambrosina Bassi
- Amorphophallus Blume ex Decne.
- Amydrium Schott
- Anadendrum Schott
- Anaphyllopsis A.Hay
- Anaphyllum Schott
- Anchomanes Schott
- Anthurium Schott
- Anubias Schott
- Apoballis Schott
- Aridarum Ridl.
- Ariopsis Nimmo
- Arisaema Mart.
- Arisarum Mill.
- Arophyton Jum.
- Arum L.
- Asterostigma Fisch. & C.A.Mey.
- Bakoa P.C.Boyce & S.Y.Wong
- Bakoaella S.Y.Wong & P.C.Boyce
- Biarum Schott
- Bidayuha S.Y.Wong & P.C.Boyce
- Bognera Mayo & Nicolson
- Boycea A.Hay
- Bucephalandra Schott
- Burttianthus S.Y.Wong, S.L.Low & P.C.Boyce
- Caladium Vent.
- Calla L.
- Callopsis Engl.
- Carlephyton Jum.
- Cercestis Schott
- Chlorospatha Engl.
- Colletogyne Buchet
- Colobogynium Schott
- Colocasia Schott
- Croatiella E.G.Gonç.
- Cryptocoryne Fisch. ex Wydler
- Culcasia P.Beauv.
- Cyrtosperma Griff.
- Dieffenbachia Schott
- Dracontioides Engl.
- Dracontium L.
- Dracunculus Mill.
- Eminium Schott
- Englerarum Nauheimer & P.C.Boyce
- Epipremnum Schott
- Fenestratarum P.C.Boyce & S.Y.Wong
- Filarum Nicolson
- Furtadoa M.Hotta
- Galantharum P.C.Boyce & S.Y.Wong
- Gamogyne N.E.Br.
- Gearum N.E.Br.
- Gonatopus Engl.
- Gorgonidium Schott
- Gosong S.Y.Wong & P.C.Boyce
- Gymnostachys R.Br.
- Hapaline Schott
- Helicodiceros Schott ex K.Koch
- Hera S.Y.Wong, S.L.Low & P.C.Boyce
- Heteroaridarum M.Hotta
- Heteropsis Kunth
- Holochlamys Engl.
- Homalomena Schott
- Hottarum Bogner & Nicolson
- Idimanthus E.G.Gonç.
- Incarum E.G.Gonç.
- Jasarum G.S.Bunting
- Kiewia S.Y.Wong & P.C.Boyce
- Lagenandra Dalzell
- Lasia Lour.
- Lasimorpha Schott
- Lazarum A.Hay
- Lemna L.
- Leucocasia Schott
- Lorenzia E.G.Gonç.
- Lysichiton Schott
- Mangonia Schott
- Monstera Adans.
- Montrichardia Crueg.
- Nabalu S.Y.Wong & P.C.Boyce
- Naiadia S.Y.Wong, S.L.Low & P.C.Boyce
- Nephthytis Schott
- Ooia S.Y.Wong & P.C.Boyce
- Orontium L.
- Peltandra Raf.
- Philodendron Schott
- Philonotion Schott
- Phyllotaenium André
- Phymatarum M.Hotta
- Pichinia S.Y.Wong & P.C.Boyce
- Pinellia Ten.
- Piptospatha N.E.Br.
- Pistia L.
- Podolasia N.E.Br.
- Pothoidium Schott
- Pothos L.
- Protarum Engl.
- Pseudohydrosme Engl.
- Pursegloveia S.Y.Wong, S.L.Low & P.C.Boyce
- Pycnospatha Thorel ex Gagnep.
- Remusatia Schott
- Rhaphidophora Hassk.
- Rhodospatha Poepp.
- Rhynchopyle Engl.
- Sauromatum Schott
- Scaphispatha Brongn. ex Schott
- Schismatoglottis Zoll. & Moritzi
- Schottariella P.C.Boyce & S.Y.Wong
- Schottarum P.C.Boyce & S.Y.Wong
- Scindapsus Schott
- Spathantheum Schott
- Spathicarpa Hook.
- Spathiphyllum Schott
- Spirodela Schleid.
- Stenospermation Schott
- Steudnera K.Koch
- Stylochaeton Lepr.
- Symplocarpus Salisb. ex W.P.C.Barton
- Synandrospadix Engl.
- Syngonium Schott
- Taccarum Brongn. ex Schott
- Tawaia S.Y.Wong, S.L.Low & P.C.Boyce
- Theriophonum Blume
- Toga S.Y.Wong, S.L.Low & P.C.Boyce
- Typhonium Schott
- Typhonodorum Schott
- Ulearum Engl.
- Urospatha Schott
- Vesta S.Y.Wong
- Vietnamocasia N.S.Lý, S.Y.Wong & P.C.Boyce
- Vivaria O.Cabrera, Tinitana, Cumbicus, Prina & Paulo Herrera
- Wolffia Horkel ex Schleid
- Wolffiella Hegelm.
- Xanthosoma Schott
- Zamioculcas Schott
- Zantedeschia Spreng.
- Zomicarpa Schott
- Zomicarpella N.E.Br.

### Sinònims
Aquesta família té aquest sinònim heterotípic:
- Lemnaceae Gray

## Història taxonòmica
En els sistemes de classificació antics, com els sistemes Cronquist (1981) o Takhtadjan (1997), aquesta família acostumava a ser dins de l'antic ordre de les Arales. Però a la primera classificació filogenètica APG (1998) es va reconèixer la família de les aràcies dins de l'ordre de les alismatals (Alismatales). Aquest emplaçament ha continuat sense alteració en les successives versions d'aquest sistema (APG II, APG III i APG IV). La seva circumscripció ha canviat radicalment, al sistema Cronquist s'incloïen 110 gèneres i unes 1800 espècies mentre que actualment es considera que agrupa més de 4.000 espècies en uns 140 gèneres.

## Galeria

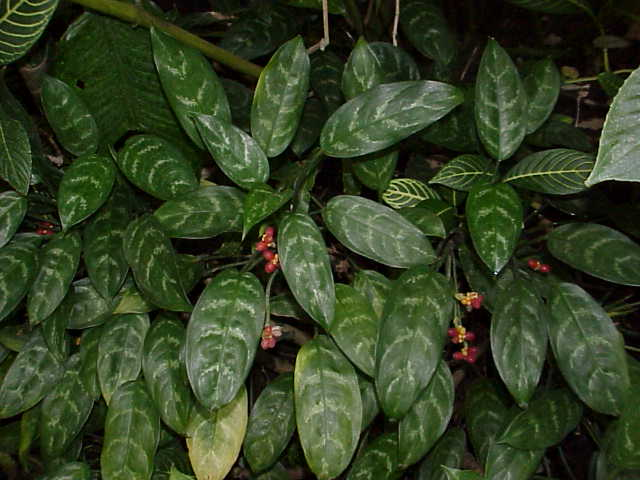
Aglaonema commutatum
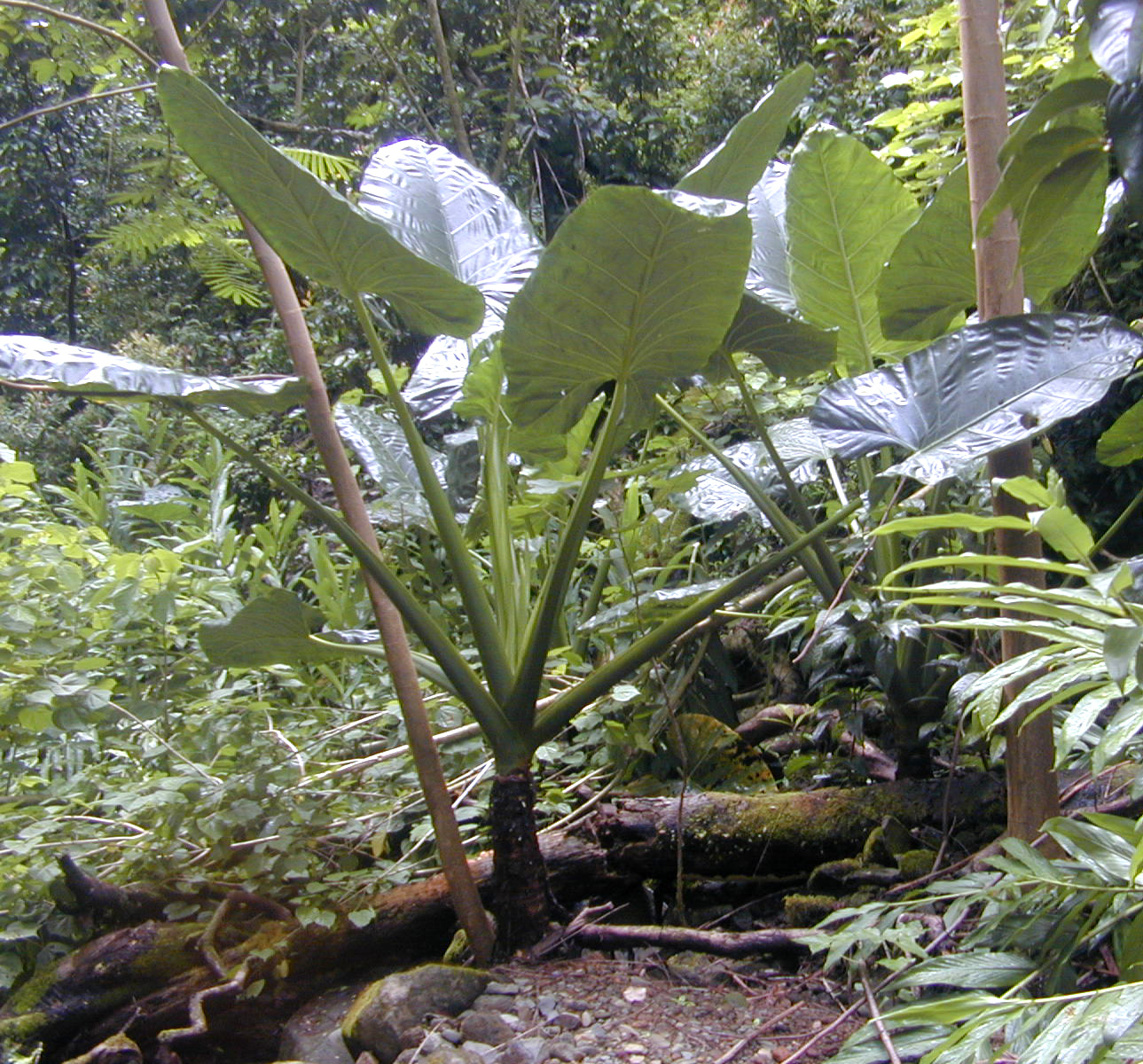
Alocasia macrorrhizos
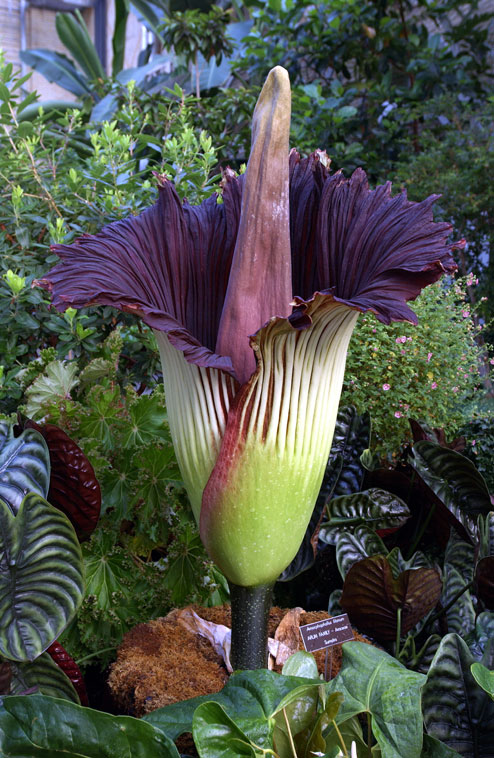
Amorfofal·lus (Amorphophallus titanum)
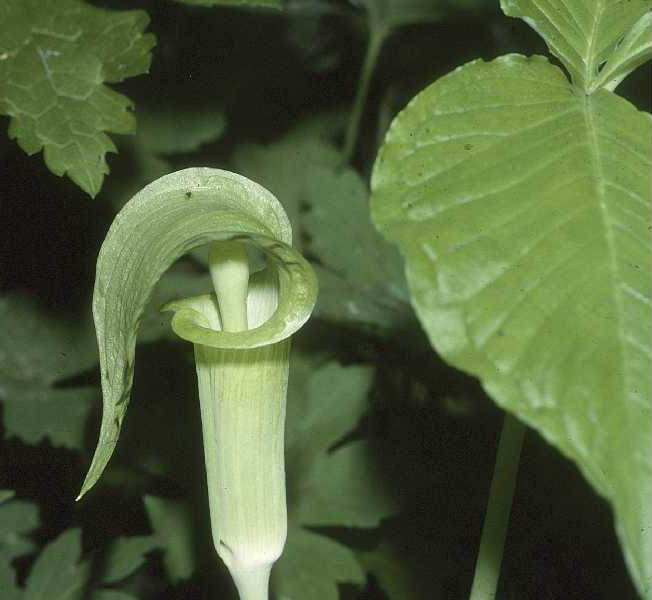
Arisaema triphyllum
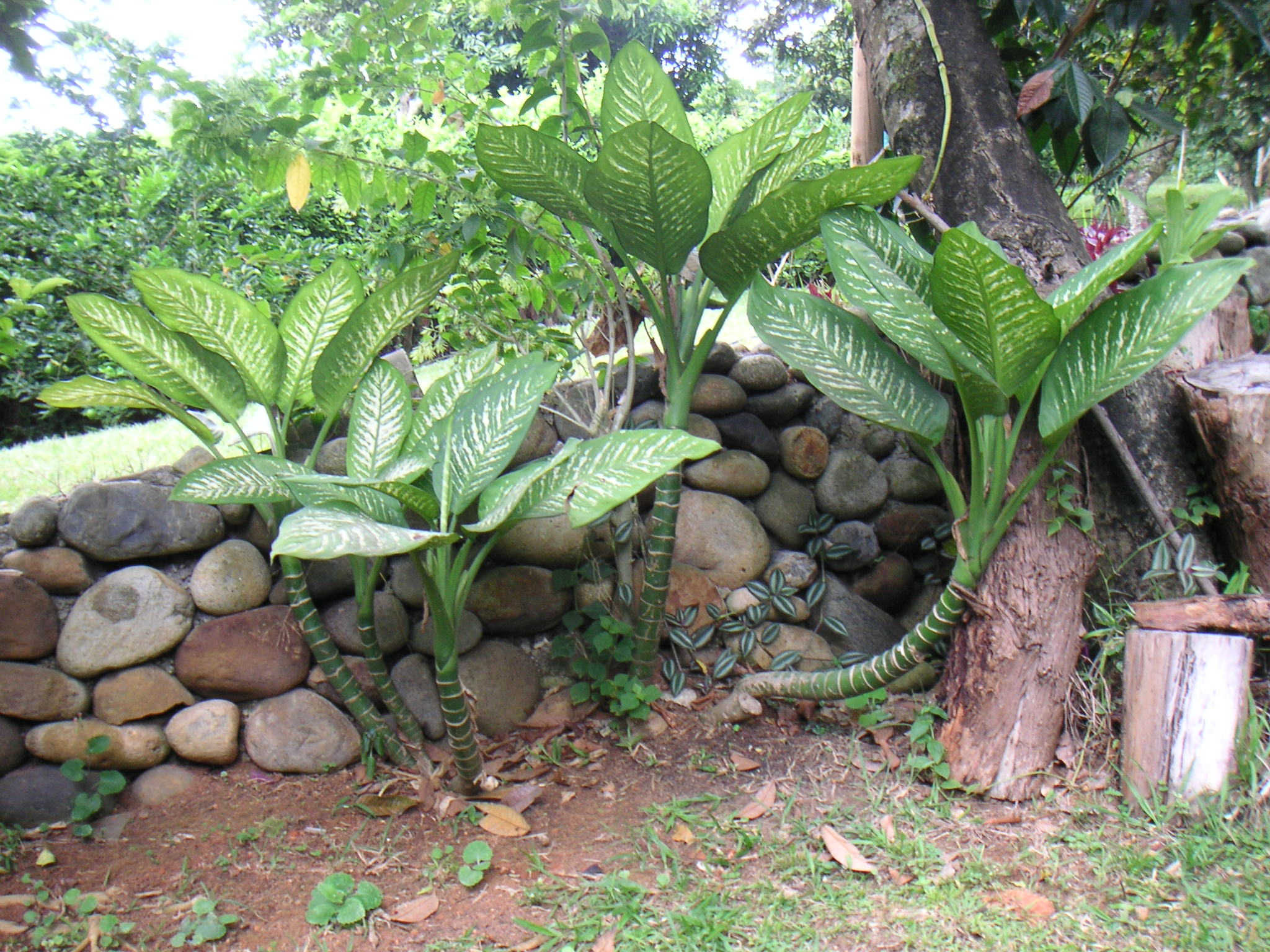
Dieffenbachia bowmannii
Philodendron bipinnatifidum
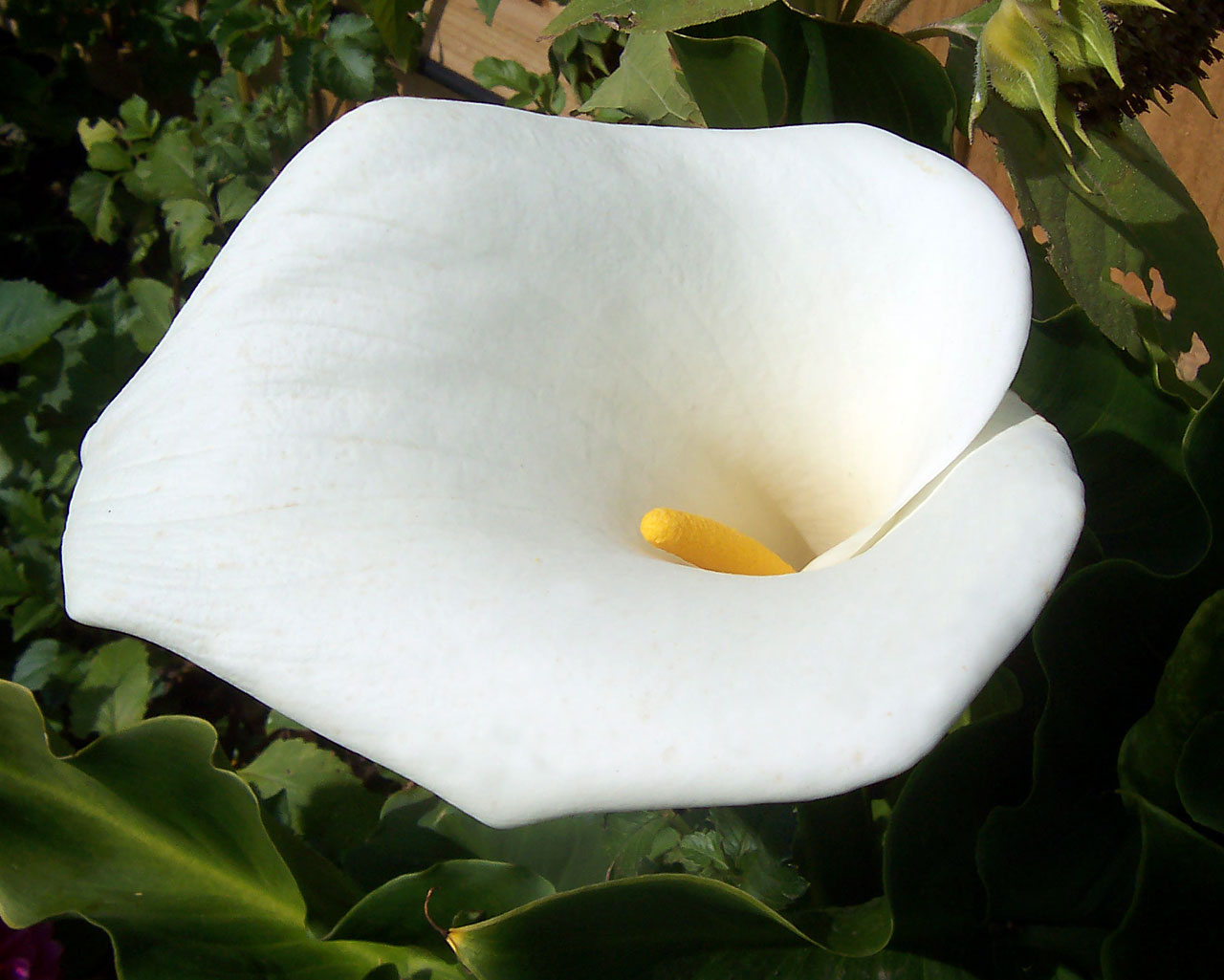
Zantedeschia aethiopica
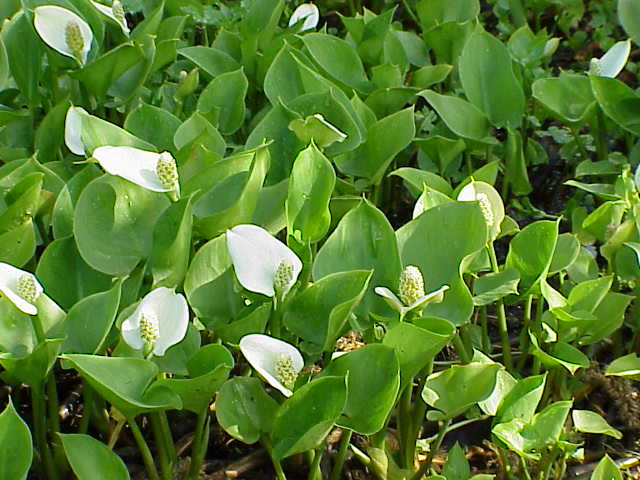
Calla palustris
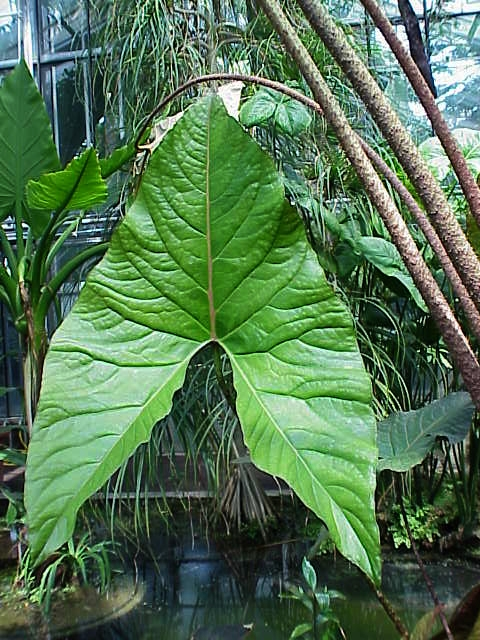
Cyrtosperma johnstonii
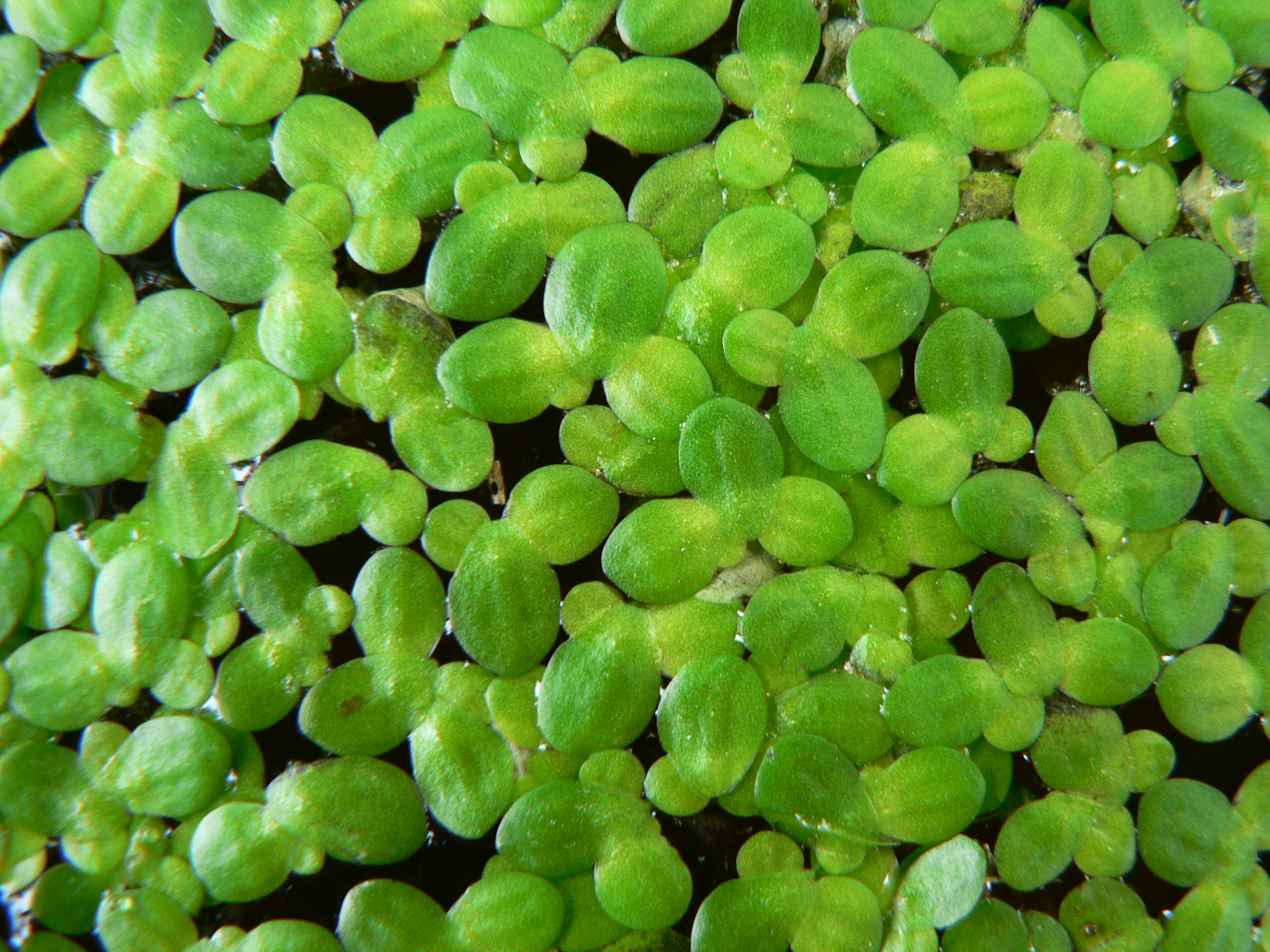
Llentia d'aigua (Lemna minor)
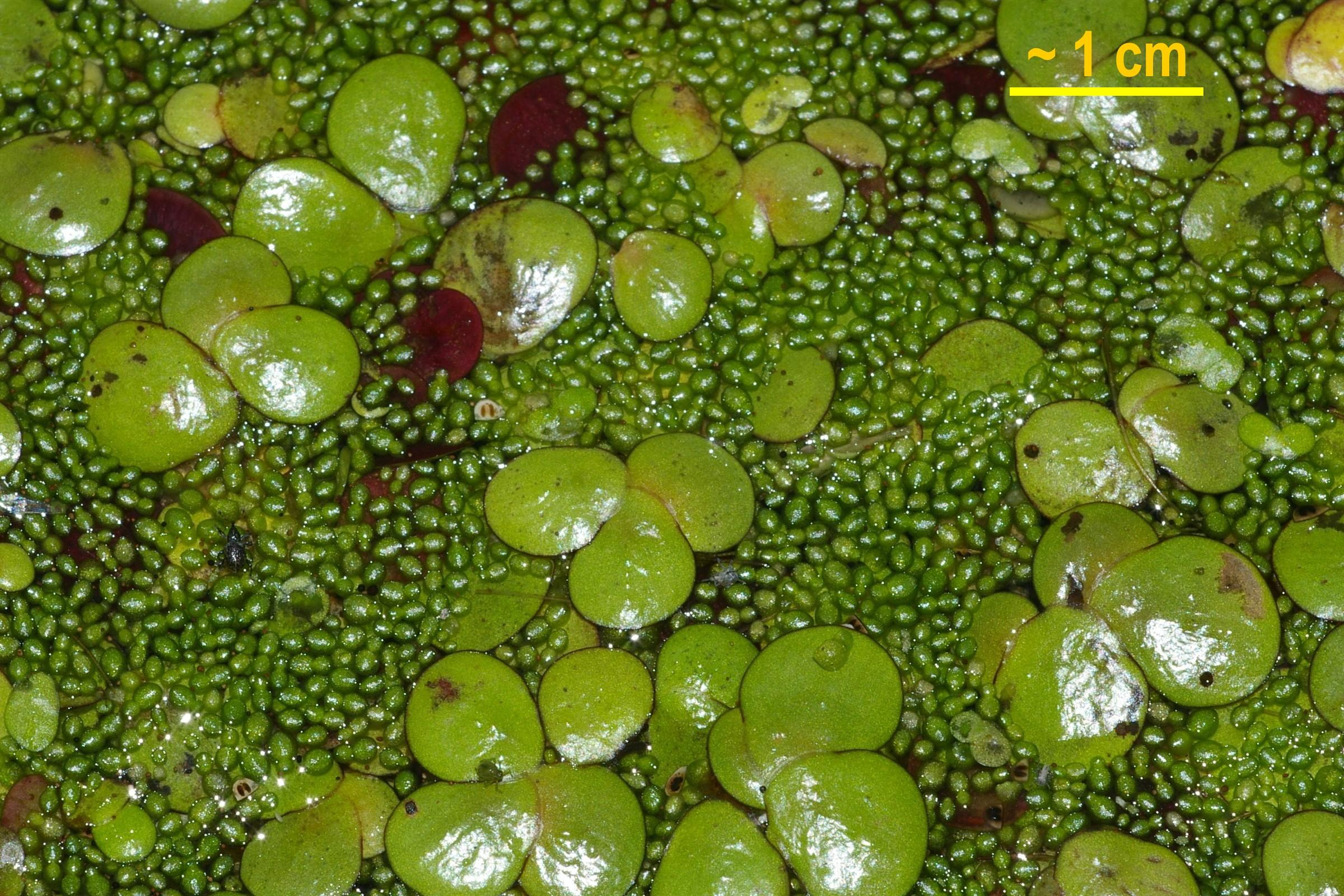
Wolffia arrhiza (petita) i Spirodela polyrhiza (gran)
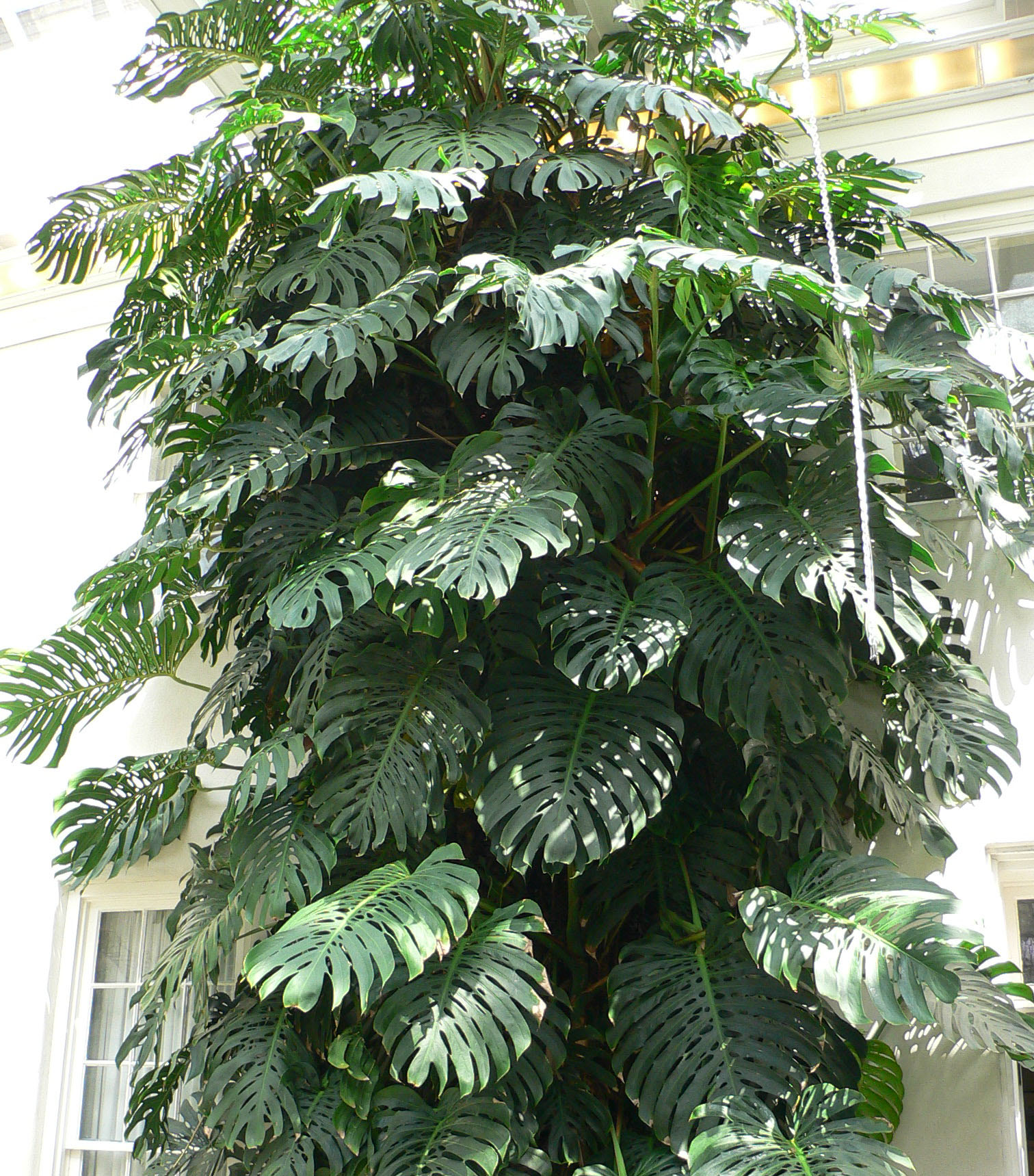
Monstera (Monstera deliciosa)
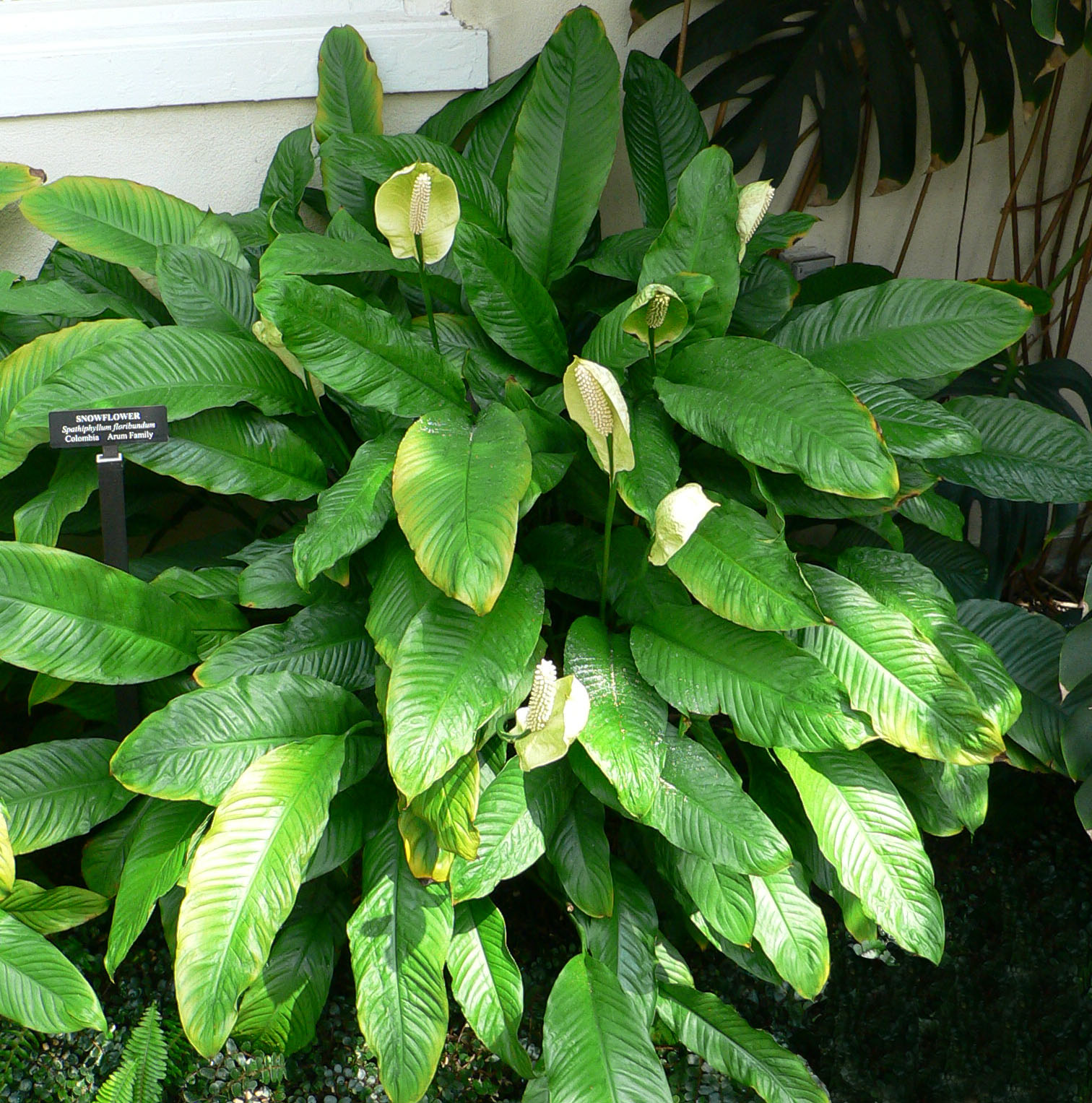
Spathiphyllum floribundum
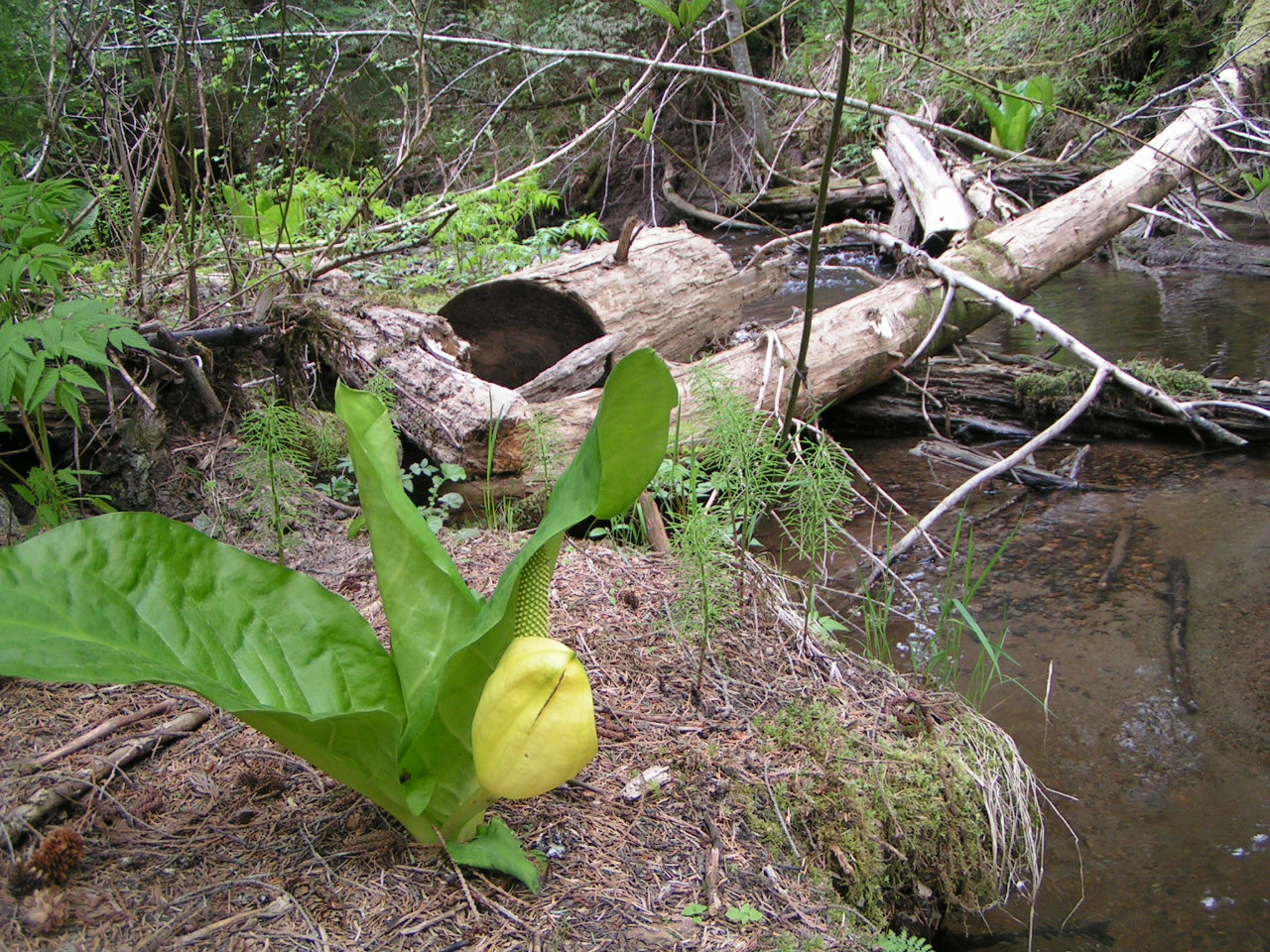
Lysichiton americanus
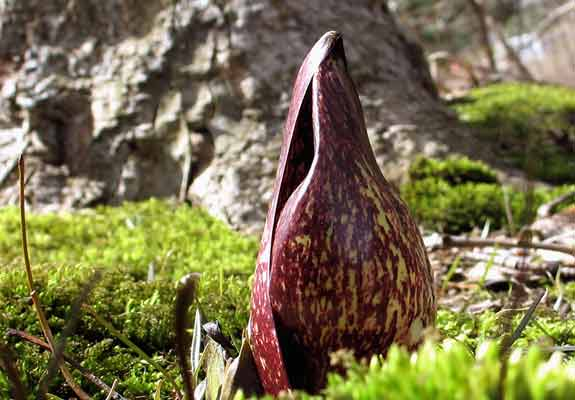
Symplocarpus foetidus
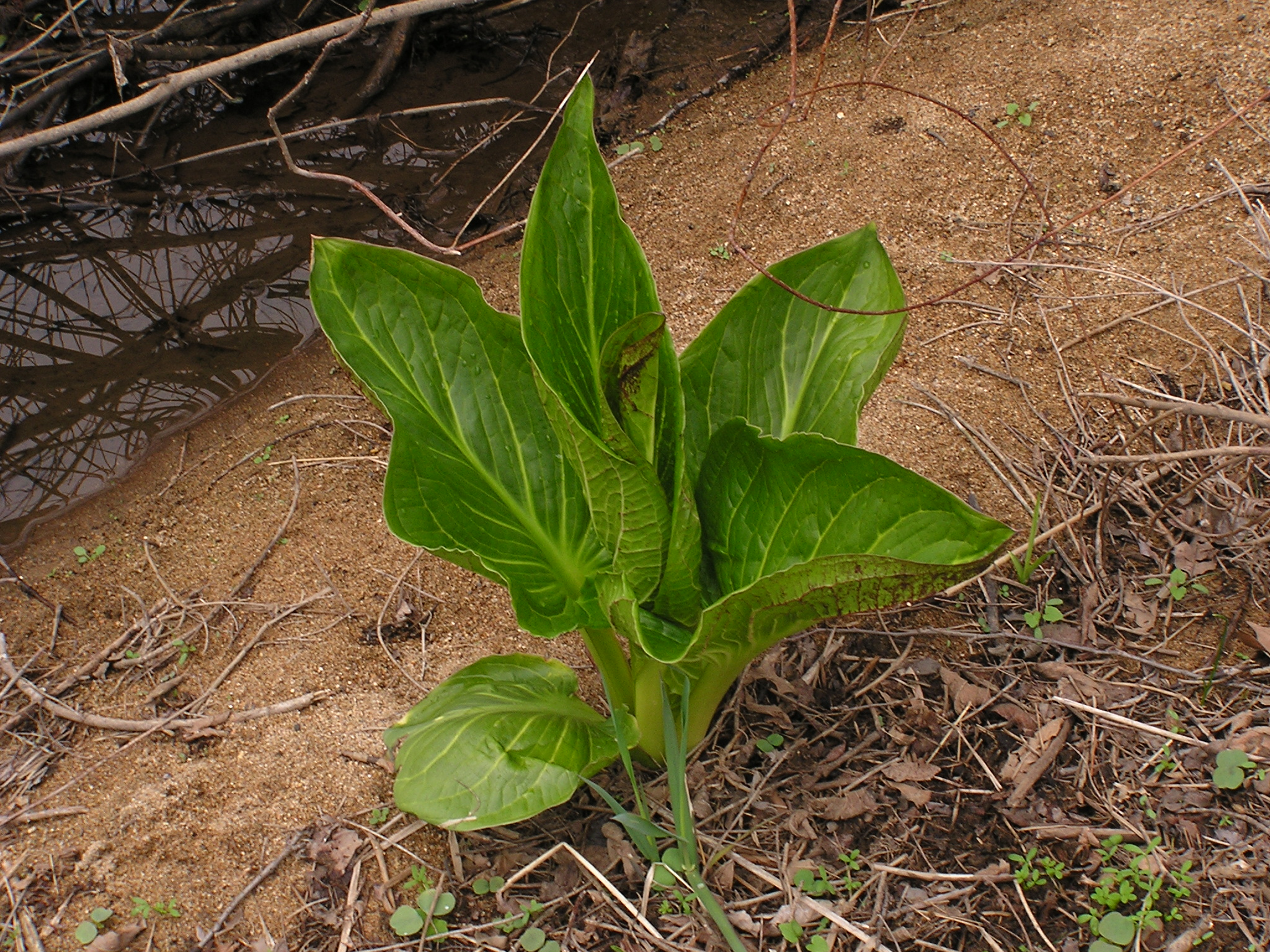
Symplocarpus foetidus
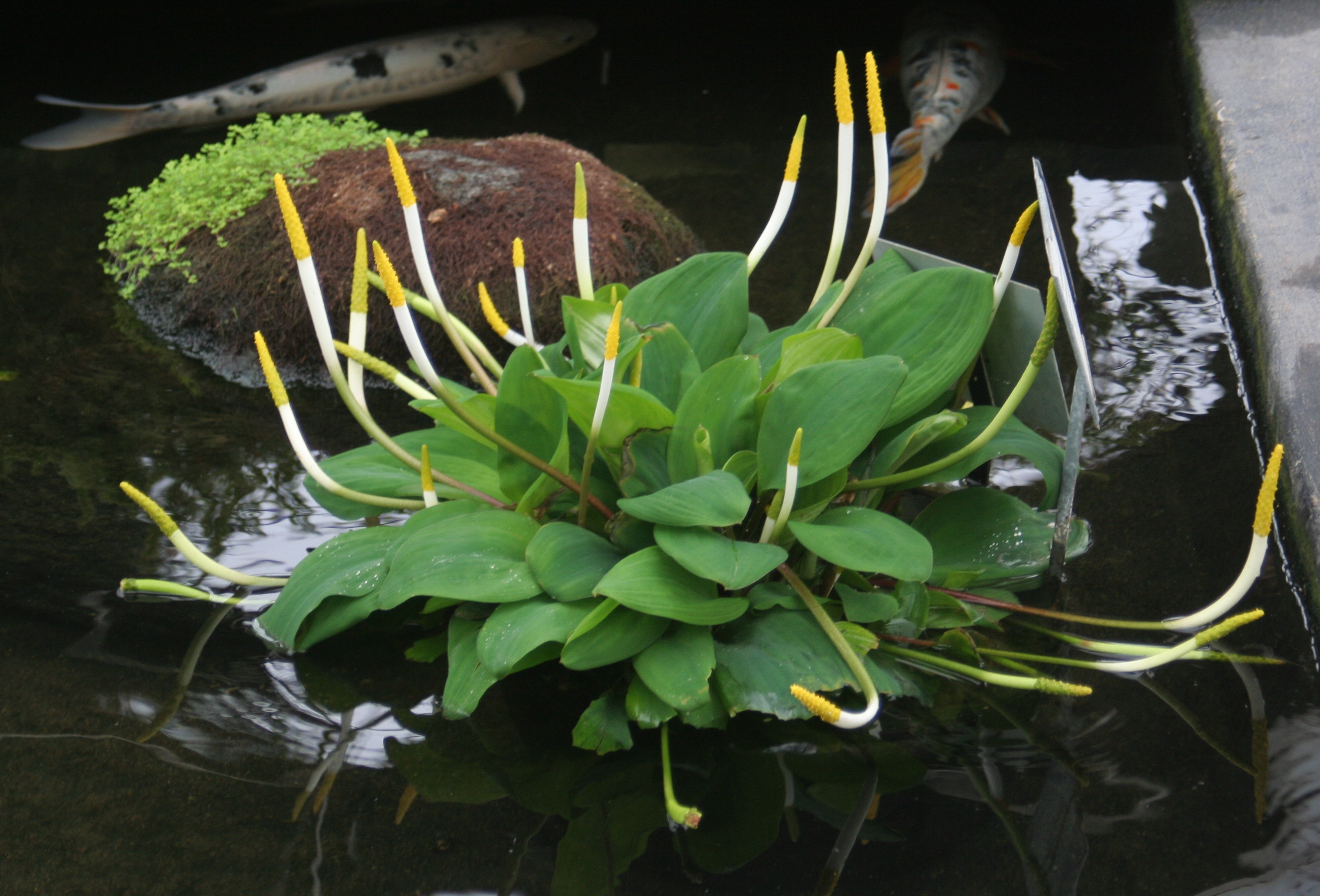
Orontium aquaticum
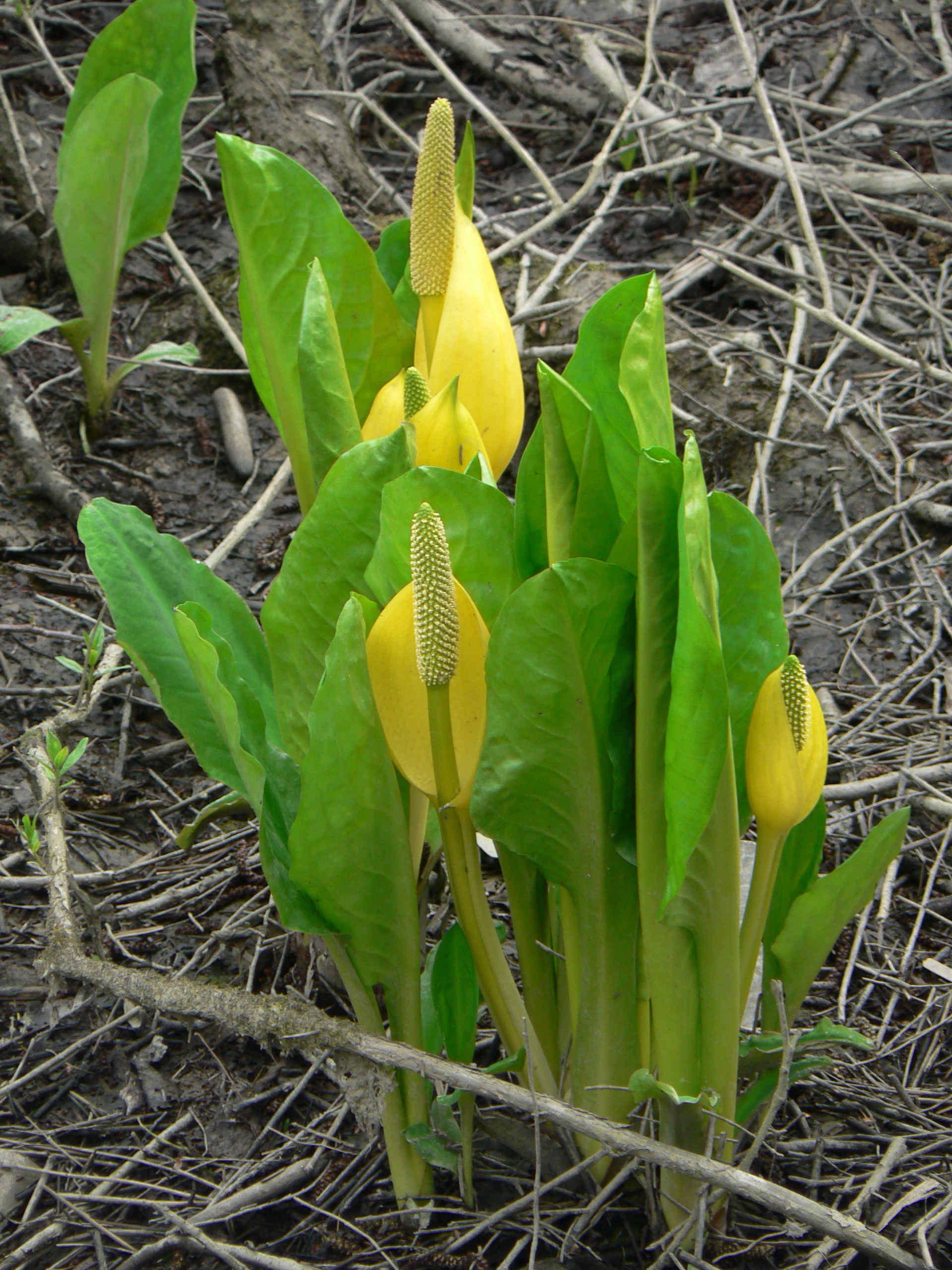
Lysichiton americanus
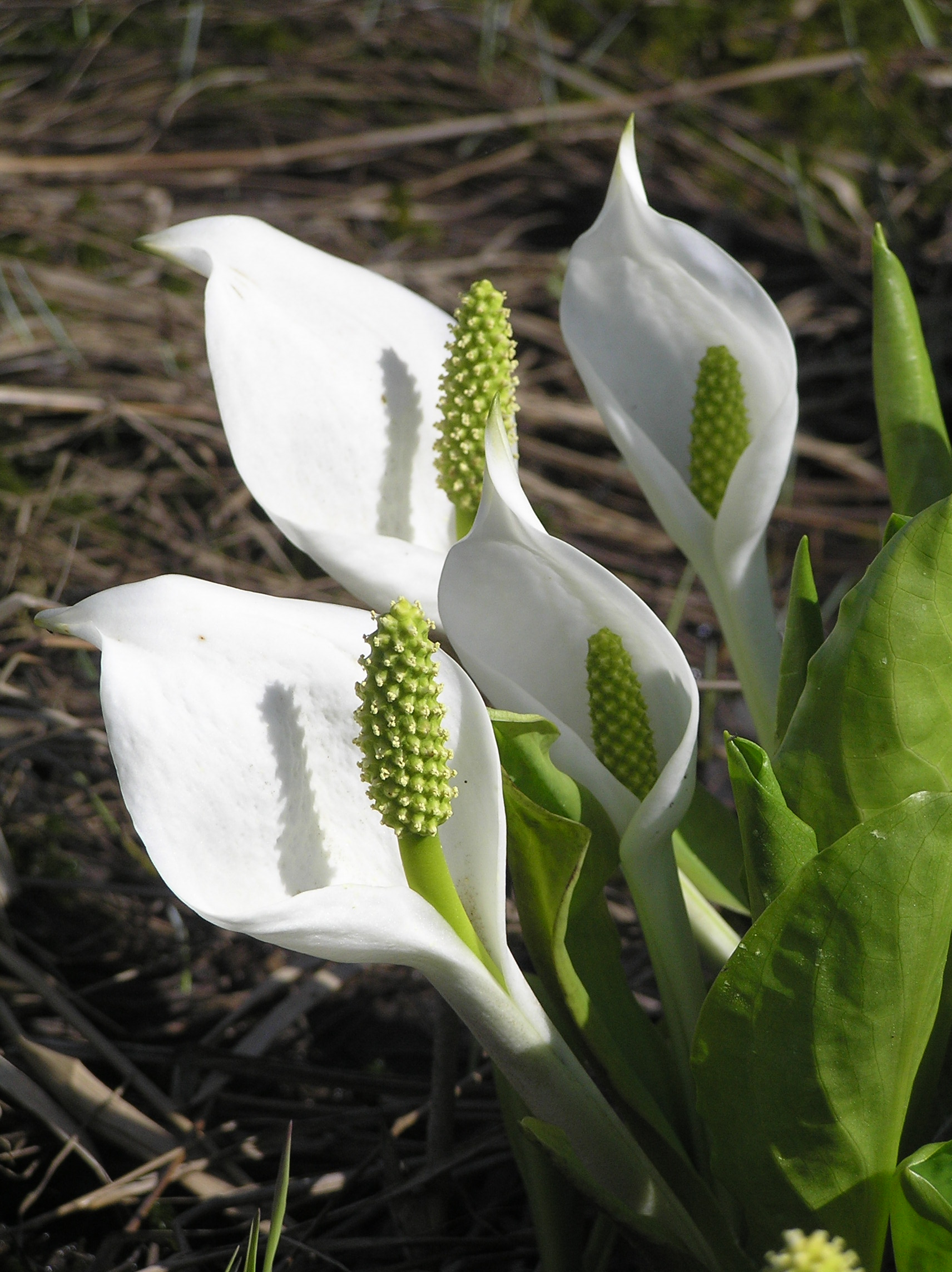
Lysichiton camtschatcensis
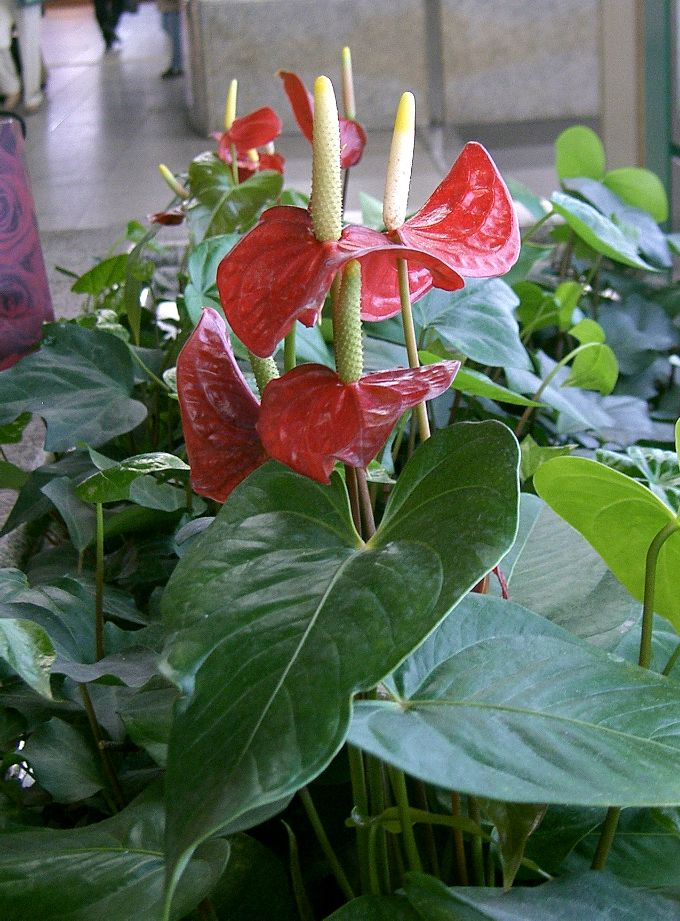
Anthurium andraeanum
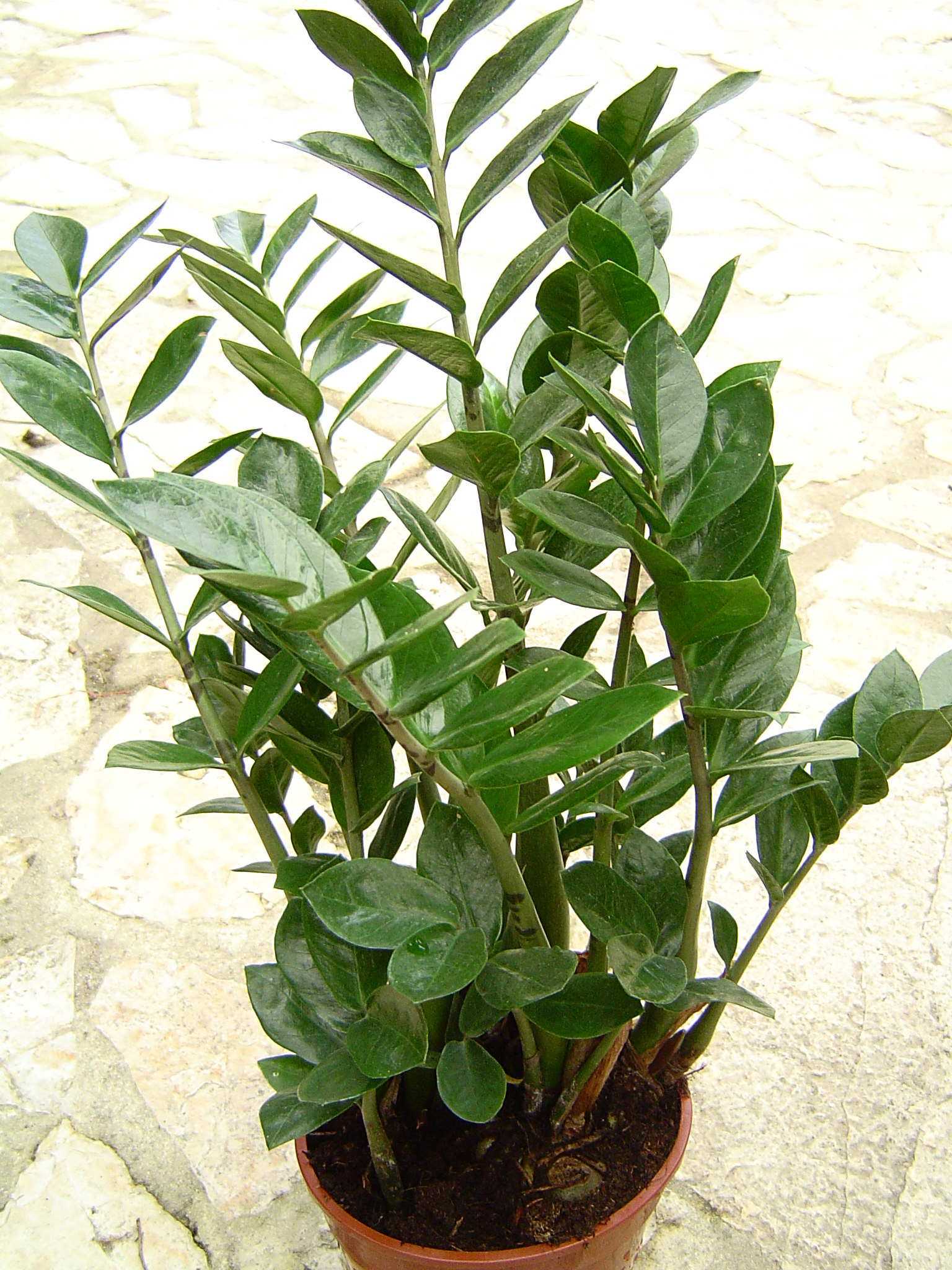
Zamioculcas zamiifolia